# Valland
En la mitología nórdica Valland es el nombre que se designa a una parte de Europa habitada por los pueblos celtas y pueblos con lenguas romances. El elemento Val- deriva de Walha, que en principio se pensaba que era la palabra germánica para confederación céltica Volcae.

## Contexto mitológico
En la sección genealógica de Flateyjarbók, hay dos reyes de Valland llamados Auði y Kjárr, quien puedo tener un reflejo tardío en Julio César y más genéricamente a los emperadores romanos en la mitología nórdica:
| Auði hafði Valland ok var faðir Fróða, föður Kjárs, föður Ölrúnar. | Auði gobernó Valland y fue padre de Fróði, padre de Kjár, padre de Ölrún. |  |

Kjárr y su hija Ölrún también aparecen en Völundarkviða, donde se la identifica con una valkiria que se casa con el héroe Egil:
| Þar váru tvær dætr Hlöðvés konungs, Hlaðguðr svanhvít ok Hervör alvitr, in þriðja var Ölrún Kjársdóttir af Vallandi. | Dos de ellas eran hijas del rey Hlothver, Hlathguth el Cisne-Blanco y Hervor la Sabia, y la tercera era Olrun, hija de Kjar de Valland. |  |

## Contexto histórico y legendario
En Heimskringla de Snorri Sturluson, Valland se menciona muchas veces como la Galia en nórdico antiguo. Es el país donde el caudillo vikingo Rollo forjó los cimientos de Normandía:
Rolf Ganger fue más tarde a través del mar al oeste de las Hébridas, o Sudreys; y finalmente más al oeste a Valland, donde saqueó y subyugó para él mismo un gran condado, que pobló con hombres del norte, por lo cual la tierra es llamada Normandía.
En Hrómundar saga Gripssonar, el héroe Hrómund mata a un hechicero-rey llamado Þráinn quien había sido el rey de Valland.